# Dubno
Dubno (en ucraniano Ду́бно) es una ciudad del noroeste de Ucrania, en la óblast de Rivne, y es el centro administrativo del raión de Dubno. Está situada a orillas del río Ikva, a 44 kilómetros al sudoeste de Rivne. Su población es de 37.690 habitantes (2005).

## Historia

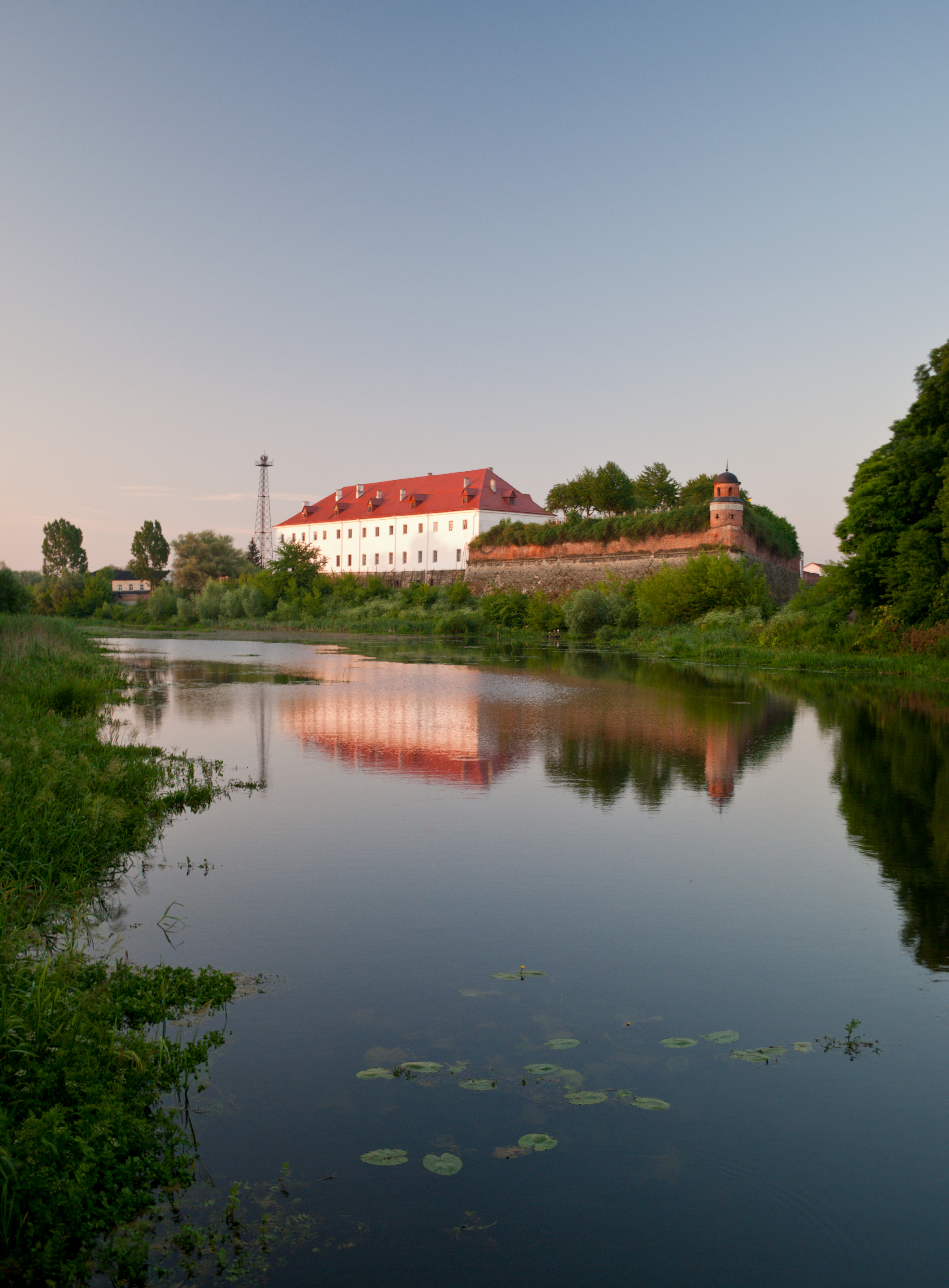
Castillo Dubno

Dubno es mencionada por primera vez en el Códice de Ipátiev en el año 1100; la ciudad estaba entonces en posesión del nieto de Yaroslav I el Sabio e hijo de Ígor Yaroslávich, David Ígorevich. Dubno fue la sede de los príncipes locales durante un corto período de tiempo. Al principio del siglo XIV, fue anexionada por Polonia con el resto del Principado de Halych-Volynia. Posteriormente se convirtió en una fortaleza real importante, protegiendo la frontera oriental de Polonia.
Dubno obtuvo el título de ciudad en 1498 y atrajo a numerosos colonos extranjeros, principalmente judíos y armenios. Se convirtió en la sede de una de las más antiguas y dinámicas comunidades judías de Europa Central. A partir del siglo XIV pasó a manos de la familia Ostrogsky que hizo construir allí el primer castillo en la época de Vasyl Ostrogsky. Entre 1489 y 1506, el castillo fue considerablemente aumentado por Konstanty Ostrogski, que lo hizo una de las fortalezas más poderosas de la región.
Después de la muerte de Janusz Ostrogski, en 1619, Dubno pasó a manos de su cuñado Alexandre Zasławski, de la rama inferior de la familia Ostrogski. La fortaleza se transformó de nuevo para adaptarse a las exigencias de las técnicas militares del Renacimiento, particularmente en materia de artillería. Fue finalmente vendida, en 1753, a Lubomirski en consecuencia de Tratado de Zdolbúniv.
En los años 1780, la fortaleza se transformó otra vez y perdió su carácter defensivo para hacerse una casa solariega residencial. En aquella época, la ciudad era la más importante del voivodato de Volinia y sin duda la más notable de la región. Fue anexionada por el Imperio ruso en 1795  y tuvo una cierta prosperidad cuando la nobleza de Polonia y Lituania se trasladó allí desde Leópolis. Posteriormente después de la Tercera partición, fueron transferido a Kiev y la ciudad perdió parte de su importancia. En 1870, la ciudad fue declarada ciudad fortificada  que impuso limitaciones importantes en la construcción de viviendas y en la instalación de nuevos habitantes y todavía limitó un poco más su desarrollo. Quedó sin embargo como un importante centro comercial, gracias a los numerosos checos establecidos alrededor de la ciudad, que la hicieron apodar la cervecería de Volinia.
El castillo fue devastado en 1915, durante la I Guerra mundial. Dubno pasó a ser polaca en 1918 y fue definitivamente traspasada a Polonia por el tratado de la Paz de Riga, el 18 de marzo de 1921. La ciudad se convirtió en la sede de un " powiat " y acogió una guarnición importante del KOP, la unidad militar encargada de la defensa de la frontera. En 1935, comenzó la construcción de una prisión, la tercera más grande de Polonia en aquella época.
Entre 1932 y 1939, el castillo fue reconstruido en forma original, pero los trabajos fueron interrumpidos por el inicio de la II Guerra mundial. Dubno fue ocupada por la Unión Soviética tras el Pacto Ribbentrop-Mólotov, el 23 de agosto de 1939 y fue víctima de los métodos brutales de la NKVD. la prisión inconclusa quedó en manos de la NKVD en diciembre de 1939 y utilizada para los presos políticos de todas las regiones polacas anexionadas por la Unión Soviética. Entre 1.500 y 3.000 prisioneros enfermaron debido a las pésimas condiciones, mientras nuevos prisioneros llegaban sin cesar para reemplazar a los que se iban a los campos del Gulag soviético o hacia otras prisiones. En 1940, la inmensa mayoría de los polacos de la región habían sido arrestados y deportados a los campos y prisiones de la URSS.
Los días 24 y 25 de junio de 1941, después del ataque alemán contra la URSS, unos 550 prisioneros de la prisión de Dubno fueron ejecutados sumariamente por la NKVD antes de retirarse de la ciudad. solo 8 de ellos sobrevivieron. Al mismo tiempo comenzó en los alrededores de la ciudad (cerca de Lutsk y Brody), una gran batalla de carros, conocida como la batalla de Brody o batalla de Dubno. 
Un contraataque de cuerpos mecanizados soviéticos fue detenido y finalmente derrotado al cabo de cinco días por la 1.ª armada Panzer comandada por el general Ewald von Kleist. Esta batalla fue una de las más importantes batallas de carros de combate de la guerra. Poco tiempo después, la ciudad de Dubno fue ocupada por el ejército alemán y se creó un ghetto en 1942. El 5 de octubre de 1942 y los días posteriores, unos 5.000 judíos de Dubno fueron ejecutados por las SS y sus colaboradores soviéticos cerca de la ciudad. Un civil alemán, el ingeniero Hermann Friedrich Graebe dio una descripción detallada de la matanza durante los Juicios de Núremberg. Un joven oficial alemán del 9.º régimen de infantería, el capitán Axel von dem Bussche, también fue testigo de esta matanza. Profundamente marcado, decidió enrolarse en la resistencia contra la régimen Nazi y se propuso asesinar personalmente a Hitler, cuando el coronel Claus von Stauffenberg le reclutó, suspendió su tentativa. Dubno fue recuperada el 17 de marzo de 1944 por el 1.º frente ucraniano del ejército rojo.
Después de la guerra, la ciudad fue anexionada de nuevo por la URSS y pasó a formar parte de República Socialista Soviética de Ucrania. Una importante base aérea estuvo activa durante la época de la guerra fría.

## Población
| 1989   | 2001   | 2005   |
| ------ | ------ | ------ |
| 40.806 | 39.146 | 37.690 |